# 오마 아빌라
오마 아빌라(Omar Avila)는 미국의 배우, 텔레비전 배우이다.
쿠바에서 태어났다.

## 영화
- 로드 투 후아레즈 (2015년)
- 저스티 파이드 1 (2010년)
- 슛 다운 (2007년)
- 사우스 비치 (2006년)
- 원스 어폰 어 웨딩 (2005년)
- 퍼니셔 (2004년)